# 普通县
14°40′24″N 100°20′44″E / 14.67344°N 100.34569°E
普通县（發音：[pʰōː tʰɔ̄ːŋ]）是泰国红统府的一个县，成立于1890年，原名Huai Ling Tok。面积219.4平方千米。2000年人口53135。海拔5米。下分15个区。